# Pont-Saint-Martin (Włochy)
Pont-Saint-Martin – miejscowość i gmina we Włoszech, w regionie Dolina Aosty, u wylotu doliny Val di Gressoney.
Według danych na styczeń 2009 gminę zamieszkiwało 3981 osób przy gęstości zaludnienia 578,6 os./km².